# V.G.NEO
《V.G.NEO》是戲畫在2003年12月19日發售的冒險成人遊戲，V.G.（Variable Geo）系列的最後作品。OVA由Milky於2004年至2005年發售。

## 故事
飛鳥優為了幫助哥哥雅貴償還突如其來的龐大債務便獨自來到豪華郵輪，參加餐廳女傭侍應格鬥大會「V.G.」與其他選手戰鬥來賺取優勝獎金。

## 角色
飛鳥優（聲優：三重野亞未）
身高：160cm，體重：51kg，三圍：91/55/90
本作的主角，與哥哥一起經營家庭餐廳「M・Y・home」擔任看板娘。從小在道館學習武術，在雙親過世後就停止習武專心協助哥哥經營店。
岡本歩美（聲優：みる）
身高：158cm，體重：48kg，三圍：85/58/85
來自「驛馬車」（駅馬車）的選手，擁有敏銳的洞察力但卻沒有格鬥經驗。
三角沙奈理（聲優：吉川華生）
身高：155cm，體重：46kg，三圍：87/50/84
來自「香出屋」的選手，擁有全國大會優勝實力，但是在幾年前在旭神流大會中輸給優优後就將她視為競爭對手，為了與她再次決勝負而參加V.G.。
（聲優：朝霞紫）
身高：178cm，體重：60kg，三圍：98/62/96
來自「Rock'n Cafe」的選手。
相樂桂（聲優：秋月まい）
身高：142cm，體重：39kg，三圍：76/45/75
來自「プチ・バニーニ」的選手。
玉真珠（聲優：中瀬ひな）
身高：152cm，體重：44kg，三圍：83/55/82
來自「メイ・ドリーム」的選手，繼承少林拳流派「破裏拳」的中國留學生。
（聲優：Yuki-Lin）
身高：160cm，體重：50kg，三圍：91/53/90
來自「プロバガンダ」的選手。

## 主題曲
遊戲的片頭曲「We survive」是由C.G mix擔任作曲、	編曲，KOTOKO擔任作詞和主唱。

## OVA
OVA是由Milky所發售的成人動畫，於2004年到2005年期間共發售3集，2007年5月25日發售合集版《V.G.NEO THE BEST》。動畫的片頭曲和片尾曲與原作相同。
發售日
- VOL.1：2004年2月25日
- VOL.2：2004年6月25日
- VOL.3：2005年1月25日

工作人員
- 劇本：服部理子
- 角色原案：さかづきほまれ（酒月ほまれ）
- 角色設計：雨宮まこと
- 演出：南海弥、神原敏昭
- 分鏡：桝井剛
- 作画監督：野崎竜一、焔萌子、草薙京介、雨宮まこと
- 色彩設定：竹野邪和、宮本敏行、坂口有香
- 美術監督：岩瀬栄治、東厚治
- 音響監督：FUJIMOTO
- 撮影：ヴィオラ、ビッグバン、デジタルギア
- 編輯：和田光弘、小峰博美、MIYA
- 製作人：八神和彦、渡来猛人、永居慎平
- 動畫製作：スタジオラグーン、スタジオジャム
- 製作：「V.G.NEO」アニメ製作委員会

## 外部連結
- 官方網站（日語）